# Kozicsino
Kozicsino (macedónul: Козичино) település Észak-Macedóniában, a Délnyugati körzet Kicsevói járásában, 2013-ig a Vranesticai járás része volt, ami teljes egészében beolvadt a Kicsevói járásba.

## Népesség
| Lakosok száma | 254  | 226  | 188  | 108  | 41   | 24   | 22   | 17   | 1    |
|               | 1948 | 1953 | 1961 | 1971 | 1981 | 1991 | 1994 | 2002 | 2021 |

2002-ben 17 lakosa volt, akik mindannyian macedónok.